# Binangonan
Binangonan ist eine philippinische Stadtgemeinde in der Provinz Rizal, in der Verwaltungsregion IV, Calabarzon. Sie hat 282.474 Einwohner (Zensus 1. August 2015), die in 40 Barangays lebten. Sie wird als Gemeinde der ersten Einkommensklasse auf den Philippinen und als teilweise urbanisiert eingestuft. 
Binangonan liegt an den Ufern des größten Binnensees der Philippinen, des Laguna de Bay. Ihre Nachbargemeinden sind Angono im Nordwesten, Teresa im Norden, Morong und Cardona im Osten. Die Topographie der Gemeinde ist gekennzeichnet durch die südlichen Ausläufer der Zentralen Luzon-Ebene. Einige Barangays liegen auf der Talim-Insel.  

## Baranggays
| - Bangad - Batingan - Bilibiran - Binitagan - Bombong - Buhangin - Calumpang - Darangan - Ginoong Sanay - Gulod - Habagatan - Ithan - Janosa - Kalinawan | - Kasile - Kaytome - Kinaboogan - Kinagatan - Layunan - Libid - Libis - Limbon-limbon - Lunsad - Macamot - Mahabang Parang - Malakaban - Mambog - Pag-asa | - Palangoy - Pantok - Pila Pila - Pinagdilawan - Pipindan - Rayap - San Carlos Heights - Sapang - Tabon - Tagpos - Tatala - Tayuman |

## Weblink
- Informationen der Philippine Statistics Authority über Binangonan